# Linda Romanus
Linda Romanus, född 27 augusti 1968, är en svensk kommunikatör.
Romanus har en bakgrund som frilansjournalist vid bland annat Tidningen Vi, Sveriges Radio och Expressen. I november 2002 utsågs hon till justitieminister Thomas Bodströms pressekreterare. Efter valförlusten arbetade hon inom Socialdemokraterna som Mona Sahlins presskontakt. Från år 2011 var hon presschef för Kriminalvården och från 2014 chef för generaldirektörens stab vid samma myndighet. Från 2020 var hon samhällspåverkanschef på Stiftelsen Friends.
I september 2021 utsågs hon till pressekreterare för finansminister Magdalena Andersson. En kort tid efter att Andersson utsetts till statsminister var hon statsministerns pressekreterare, men ersattes strax i denna roll. Istället blev hon politiskt sakkunnig hos statsministern.